# Świętosław z Wojcieszyna
Świętosław z Wojcieszyna (ur. w Wojcieszynie) – polski prawnik, wikariusz generalny warszawski, działający w XV wieku.
W 1422 rozpoczął studia na Akademii Krakowskiej. Bakalaureat uzyskał w 1426, zaś w 1429 magisterium artium. Później studiował prawo. Przed 1441 uzyskał tytuł doktora dekretów. W latach 1441–1446 pełnił funkcję oficjała i wikariusza generalnego warszawskiego. Był też kustoszem kolegiaty św. Jana w Warszawie. Jako archidiakon reprezentował w 1462 w Piotrkowie księcia mazowieckiego Konrada III, broniąc jego praw do Płocka.
Świętosław przełożył z łaciny na język polski Statuty Kazimierza Wielkiego i Władysława Jagiełły. Rękopiśmienny zapis przekładu, dokonany przez Mikołaja Suleda w Kodeksie Świętosławowym, datowany jest na rok 1449.